# Totenhaus von Hermannsburg

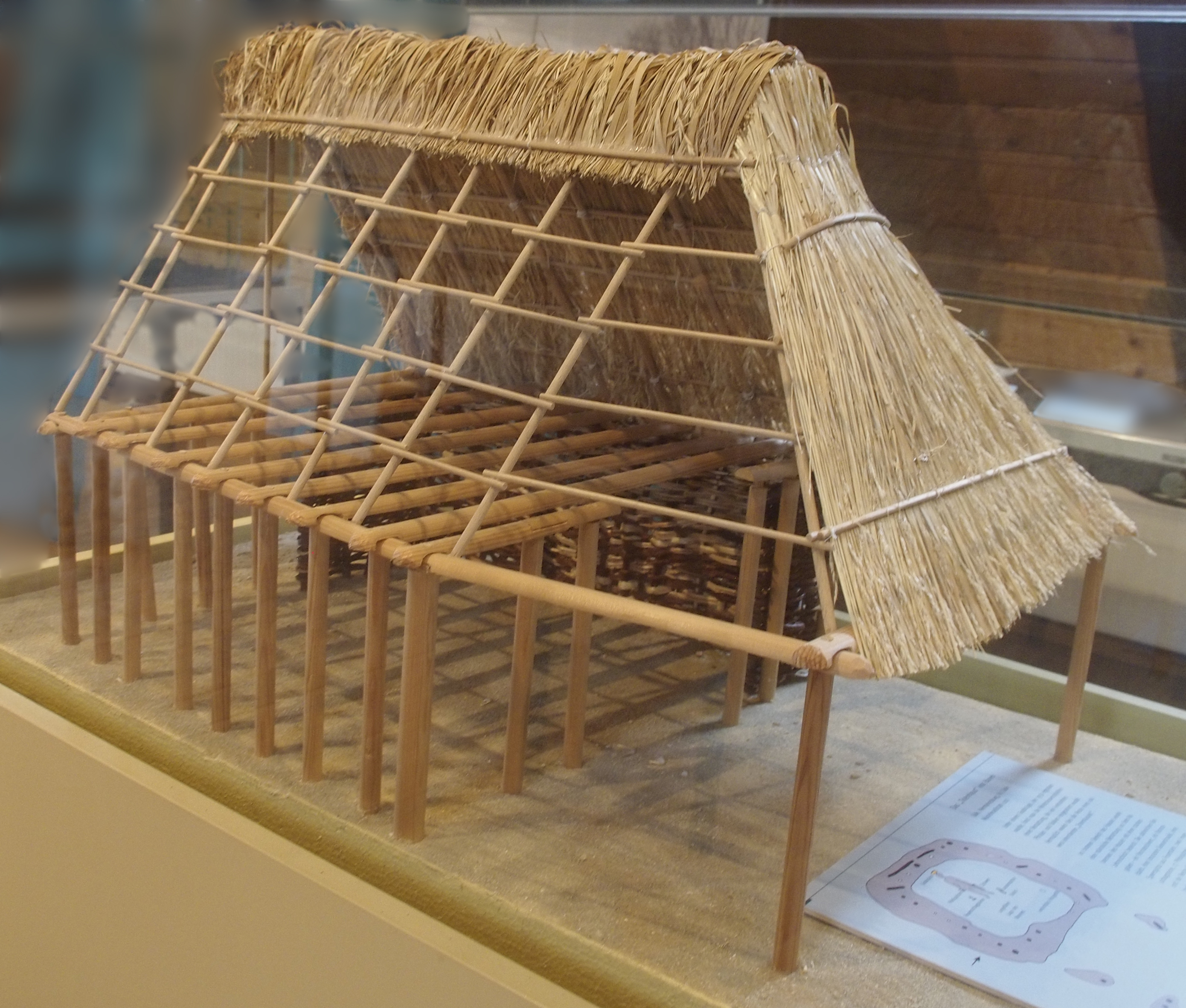
Modell des Totenhauses im Heimatmuseum Römstedthaus Bergen

Das Totenhaus von Hermannsburg (auch Totenhaus von Baven genannt) liegt in einem Ortsteil von Südheide im Landkreis Celle in Niedersachsen. Es wurde im Jahre 1932 von dem Archäologen Hans Piesker (1894–1977) ausgegraben. Es lag in einem großen Grabhügel, der durch Sandabbau beschädigt war, in der Bonstorfer Heide. Der Hügeldurchmesser betrug noch etwa 20 m, die Höhe 1,5 m. 
Unter einer starken Brandschicht im Nordwesten des Hügels fanden sich die Reste eines Ost-West-orientierten Hauses. Aufgrund der Verfärbungen in dem aus Flottsand aufgeschütteten Hügel ließ sich anhand der Pfostengruben eine Größe von 6,5 × 4,5 m rekonstruieren. Eine Flechtwand trennte den großen Raum von einem offenen Vorraum ab. Das Gebäude war im Zusammenhang mit einer Bestattung in dem Gebäude, das vor dem Verbrennen mit einer starken Lehmschicht bedeckt worden war, absichtlich niedergebrannt worden. 
Das Grab enthielt ein Kurzschwert vom Typ Wohlde, einen Dolch ähnlich dem Typ Sögel, eine Nadel mit verdicktem und durchlochtem Hals sowie Kegelkopf, alle Teile aus Bronze. An Feuersteingerät fanden sich 17 herzförmige Pfeilspitzen, zwei Schlagsteine und eine Speerspitze. Außerdem wurde ein verkohlter Holzbecher gefunden. Die Beigaben datieren die Hausreste in die Mitte der Bronzezeit. Die aufgefundenen Spuren sprechen dafür, dass in ihnen überwiegend Frauen bestattet wurden.
Das Auftreten derartiger Totenhäuser verteilt sich, anders als das der älteren neolithischen Totenhütten, auf die gesamte ältere Bronzezeit, wobei sie in Norddeutschland selten sind. Ihr Hauptverbreitungsgebiet liegt beiderseits der Unterelbe und reicht bis in die Lüneburger Heide. Im Landkreis Celle wurden außer dem Bavener Haus noch welche in Bleckmar, Hetendorf und Westercelle gefunden. Ein ähnlicher Befund liegt beim Totenhaus von Tesperhude bei Geesthacht vor.
Jungbronzezeitliche Totenhäuser sind fast nur in Mecklenburg-Vorpommern und im nordöstlichen Brandenburg belegt. Es handelt sich um hallenartige Bauten, die rechteckige Steinpflaster mit einer oder mehreren Bestattungen überdecken. Sie weisen aber keine Anzeichen für ein Abbrennen oder eine Überhügelung auf.